# Ein Tag der Rosen im August … da hat die Garde fortgemußt
Ein Tag der Rosen im August … da hat die Garde fortgemußt ist ein deutscher Stummfilm aus dem Jahre 1927 von Max Mack.

## Handlung
Ein Tag der Rosen im August … da hat die Garde fortgemusst. So einen Tag gibt es häufig in jenen Augusttagen 1914, als zu Beginn des Ersten Weltkriegs die deutschen Soldaten ausrücken müssen und an die Fronten im Westen und Osten entsendet werden. Schon früh fallen der alte Major von Rudow und auch sein ältester Sohn Konrad, während Fritz, der jüngste Sohn, als Flieger in feindliche Gefangenschaft gerät. Der entzieht er sich mittels Flucht und entkommt bis in die USA, wo der technikbegeisterte junge Mann unter falschem Namen einen Job als Ingenieur in einer Flugzeugfabrik findet. Zurück lässt er in Deutschland seine treue Freundin Hilde Lüttjens, zugleich eine Freundin der Familie Rudow. Nun aber lebt Fritz in Amerika mit der Russin Sascha zusammen, die sich ihm auf der Flucht, zu der sie Fritz verholfen hatte, angeschlossen hatte. 
Trotz seiner Dankbarkeit Sascha gegenüber fühlt sich der Wahl-New Yorker weiterhin seiner Hilde verbunden. Andererseits bringt Fritz es nicht übers Herz, die Russin einfach fortzuschicken. Keiner der Briefe, die Fritz an Hilde schrieb, kam bei ihr an, keine, die sie ihm schrieb, erreichten ihn. Dahinter steckt die abgefeimte Sascha, die ein hinterhältiges Spiel mit Fritz spielt. Erst als Fritz in den USA Hildes Vaters, den soignierten Geheimrat Lüttjens, wiedersieht, kommt heraus, dass Sascha die eingegangene wie die ausgehende Post abgefangen hatte, um Fritz ganz für sich allein zu haben. Der alte Lüttjens sagt ihm, dass Hilde daheim ihn nie vergessen habe. Bald aber wendet sich Sascha, angeödet von Fritz, einem anderen Mann zu. Nun weiß Fritz, dass er ihr nichts mehr schuldet und an seine Heimkehr nach Deutschland denken kann. Mit einem eigens konstruierten Flugzeug überquert er den Atlantik und landet sicher in Berlin, wo ihn seine Hilde in ihre Arme schließt.

## Produktionsnotizen
Ein Tag der Rosen im August … das hat die Garde fortgemußt entstand im Juni/Juli 1927 im Berliner Jofa-Atelier. Der Film passierte am 25. Juli 1927 die Zensur und wurde am 12. August 1927 in Berlins Primus-Palast uraufgeführt. Der mit Jugendverbot belegte Streifen besaß sieben Akte, verteilt auf 2264 Metern Länge.
Josef Stein übernahm die Produktionsleitung. Kurt Richter entwarf die Filmbauten. Ein Major von Grünfeld war militärischer Berater.
Der Filmtitel bezieht sich auf ein Gedicht von Erdmann Graeser.

## Rezeption
„Mit EIN TAG DER ROSEN … wagt Mack, das erfolgreiche Genre der Militärfilme mit einer pazifistischen Tendenz zu verknüpfen.“